# Locris schmidti
Locris schmidti är en insektsart som beskrevs av Jacobi 1910. Locris schmidti ingår i släktet Locris och familjen spottstritar. Inga underarter finns listade i Catalogue of Life.